# Catatumbo (gemeente)
Catatumbo is een gemeente in de Venezolaanse staat Zulia. De gemeente telt 42.000 inwoners. De hoofdplaats is Encontrados.